# Saint-Bernard (Ain)
Saint-Bernard egy település Franciaországban, Ain megyében. Lakosainak száma 1544 fő (2022. január 1.). Saint-Bernard Jassans-Riottier, Saint-Didier-de-Formans, Trévoux, Ambérieux és Anse községekkel határos.

## Népesség
A település népessége az elmúlt években az alábbi módon változott:
| Lakosok száma | 362  | 705  | 872  | 1358 | 1406 | 1436 | 1433 | 1463 | 1484 | 1544 |
|               | 1968 | 1982 | 1990 | 2006 | 2013 | 2015 | 2017 | 2019 | 2020 | 2022 |